# Женская сборная Румынии по кёрлингу
Женская сборная Румынии по кёрлингу — представляет Румынию на международных соревнованиях по кёрлингу. Управляющей организацией выступает Федерация кёрлинга Румынии (рум. Federaţia Romǎnǎ de Curling, англ. Romanian Curling Federation).

## Результаты выступлений

### Чемпионаты Европы
| Год       | Игры           | Победы         | Поражения      | Место          |
| --------- | -------------- | -------------- | -------------- | -------------- |
| 1975—2010 | не участвовали | не участвовали | не участвовали | не участвовали |
| 2011      | 4              | 1              | 3              | 25             |
| 2012      | 5              | 1              | 4              | 23             |
| 2013      | не участвовали | не участвовали | не участвовали | не участвовали |
| 2014      | 6              | 1              | 5              | 25             |
| 2015      | 7              | 1              | 6              | 26             |
| 2016      | 7              | 0              | 7              | 26             |
| 2017      | 7              | 0              | 7              | 26             |
| 2018      | не участвовали | не участвовали | не участвовали | не участвовали |
| 2019      | 7              | 1              | 6              | 26             |
| 2020—2023 | не участвовали | не участвовали | не участвовали | не участвовали |
| 2024      | 9              | 1              | 8              | 9 (див. С)     |

В чемпионатах Европы 2011—2012, 2013—2017, 2019, 2024 сборная Румынии выступала в дивизионе «С». В колонке Место указаны итоговые позиции команды с учётом общей классификации.